# Palmanychus steganus
Palmanychus steganus är en spindeldjursart som först beskrevs av Pritchard och Baker 1955.  Palmanychus steganus ingår i släktet Palmanychus och familjen Tetranychidae. Inga underarter finns listade i Catalogue of Life.